# Serrat de la Guinardera
El Serrat de la Guinardera és una serra del terme municipal de Monistrol de Calders, a la comarca del Moianès.
Està situat a ponent de la masia del Bosc. En el seu vessant nord es troba la Baga del Bosc, i als seus peus discorre el torrent de Bellveí, i pel seu costat meridional es troba el torrent de la Baga de la Corriola.